# 7789 Квятковський
7789 Квятко́вський (7789 Kwiatkowski) — астероїд головного поясу, відкритий 2 грудня 1994 року.
Тіссеранів параметр щодо Юпітера — 3,571.